# Marek Jendryś
Marek Jendryś (ur. 6 lutego 1974 w Gliwicach) – polski szpadzista, indywidualny mistrz Polski (1993), medalista Uniwersjady (1997).

## Kariera sportowa
Był zawodnikiem Piasta Gliwice. W 1993 zdobył indywidualne mistrzostwo Polski, siedmiokrotnie był mistrzem Polski w drużynie (1994, 1996, 1997, 1998, 1999, 2001, 2007). Ponadto na mistrzostwach Polski zdobył jeszcze medal srebrny indywidualnie (1994), srebrny drużynowo (2006, 2008, 2009), brązowy indywidualnie (1997, 2002, 2005, 2006) i brązowy drużynowo (1993, 2000, 2003, 2005, 2016). Był także indywidualnym mistrzem Polski juniorów w 1991.
W 1991 został indywidualnym wicemistrzem świata w kategorii do lat 17. W 1994 zwyciężył w klasyfikacji końcowej Pucharu Świata juniorów, a w mistrzostwach świata w tej kategorii wiekowej był indywidualnie piąty. W 1997 wywalczył brązowy medal Letniej Uniwersjady w turnieju drużynowym. Reprezentował Polskę na mistrzostwach świata seniorów (indywidualnie: 1993 – 63 m., 1994 – 54 m., 1997 – 79 m. indywidualnie, 6 m. drużynowo, 2001 – 71 m. indywidualnie, 18 m. drużynowo) i mistrzostwach Europy (2000 – 4 m. drużynowo i 46 m. indywidualnie, 2001 – 7 m. drużynowo i 37 m. indywidualnie